# Forsmark Tre
Forsmark Tre var en folkmusikgrupp från Falköping/Sandhem bestående av Hans Kennemark (gitarr och fiol), Harald Kennemark (tramporgel) och Erik Rynefors (fiol och nyckelharpa). Idén att plocka in tramporgeln kom från ett besök på Kaustby folkmusikfestival i Finland, och Forsmark Tre kom sedan att själva påverka Kaustby-traditionen genom att bli inspirationskällor till gruppen JPP. Namnet kommer av slutleden i medlemmarnas efternamn och att de var tre stycken.

## Diskografi

### Kassett:Forsmark x 3 iAlphems arboretum(1982)
- 1-Blekingen Sorts Polska			2.17
- 2-Thores Schottis Delsbo			2.25
- 3-Visa Till Älvros			        2.08
- 4-Hambo På Logen Falkenberg		2.33
- 5-Brudmarsch Skövde			2.01
- 6-Engelska Från Släp Halland		2.01
- 7-Polska Från Vänersnäs			2.18
- 8-Slätt-Augustas Polka Kilan		1.16
- 9-Mungalåten Österbybruk			2.46
- 10-Norsk Schottis				2.52
- 11-Polska Från Sandhem			1.28
- 12-Trädgårdsvals Sandhem			3.03
- 13-Rocka Pära Polka Hornborga		1.46
- 14-Gökhemspolska No1			1.40
- 15-Whiskey Before Breakfast		2.17
- 16-Lagmansboda Brudmarsch			2.05
- 17-Ungkarlsvisa Från Jät I Småland         0.23
- 18-Polska Från Delsbo			1.25
- 19-Kyrkpolska Från Tierp			2.10

### CD:Västgötalåtar(1992)
- Lekarerätten
- Näckans polska efter Afzelius
- Näckans polska efter Hakberg
- Schottis från Lindome
- I denna ljuva
- Klockar Niklas polska
- Baggen och Laken
- Engelska från Björkekärr
- Tusen sjöars vals
- Bleking efter Hakberg
- Bröllopsfeber
- Brudpolska
- Koppa-polka
- Rådjuret
- Polonäs från Sexdrega
- Polska i A-dur efter Hakberg
- Polska från Ornuga
- Nu är en dag framliden
- Spelmansvisa efter Lindell